# Drymodromia flaviventris
Drymodromia flaviventris är en tvåvingeart som beskrevs av Wagner och Andersen 1995. Drymodromia flaviventris ingår i släktet Drymodromia och familjen dansflugor.
Artens utbredningsområde är Tanzania. Inga underarter finns listade i Catalogue of Life.